# Co Stompé
Jacobus Wilhelm (Co) Stompé (Amsterdam, 10 september 1962), bijgenaamd The Matchstick, is een Nederlands darter die in 2000 de halve finale bereikte van de Embassy (ook bekend als Lakeside). In 1998 won Stompé als eerste Nederlander ooit de WDF Europe Cup. Ook was hij een van de vaste analisten in het Nederlandse televisieprogramma RTL 7 Darts. Sinds februari 2022 is hij analist voor de betaalde streamingdienst Viaplay. Voordat Stompé professioneel darter werd, was hij onder andere trambestuurder van tramlijn 14 in Amsterdam.
De bijnaam The Matchstick heeft Stompé gekregen vanwege zijn uiterlijk. Zijn bijna kale hoofd en magere verschijning zouden hem doen lijken op een lucifer.

## Carrière

### BDO 1994–2008
Stompé gold jarenlang als tweede Nederlandse darter voor de WDF, achter boegbeeld Raymond van Barneveld. In 1998 won hij echter de WDF Europe Cup en werd daardoor de eerste Nederlandse Europese kampioen darts. In 2000 haalde Stompé de halve finales van de Embassy, waarin hij verloor van Ronnie Baxter. De daaropvolgende jaren lukte het Stompé nagenoeg niet om aansprekende resultaten te behalen bij op tv uitgezonden toernooien, met als uitzonderingen een halvefinaleplaats bij de Zuiderduin Masters in 2004, een kwartfinaleplaats bij de 2005 editie van de International Darts League en nogmaals een kwartfinaleplaats bij de Zuiderduin Masters in 2007.
Vaak werd hij in de eerste of tweede ronde uitgeschakeld, waarna hij optrad als cocommentator voor de commerciële televisiezender SBS6.

### PDC 2008–2013
In juni 2008 stapte Stompé over naar de Professional Darts Corporation. Op 30 november 2008 won hij het hoog aangeschreven PDC-toernooi genaamd de German Darts Championship door in de finale ranglijstaanvoerder Phil Taylor te kloppen. Met de 25.000 euro die hij aan prijzengeld ontving, maakte hij tevens een grote sprong op de ranglijst van de PDC.
Tijdens zijn eerste wereldkampioenschap (2009) voor de PDC bereikte hij verrassend de kwartfinales. In 2010 haalde hij wederom de kwartfinales op het WK.
In 2010 won hij samen met Raymond van Barneveld de World Cup of Darts voor landenteams.

### BDO 2014–2015
In januari 2014 werd bekendgemaakt dat Stompé zou terugkeren naar de BDO. Het eerste toernooi waaraan hij vervolgens deelnam was de Dutch Open Darts 2014.

### PDC 2019
In december 2017 maakte RTL 7 bekend dat Stompé begin 2018 deel zou nemen aan de PDC Q-School in een poging zijn tourkaart terug te krijgen. Echter stelde Stompé deze poging uit omdat hij naar eigen zeggen destijds 'te veel andere dingen aan zijn hoofd had'. Met zijn zoon Co Stompé jr. probeerde hij in 2019 een tourkaart te bemachtigen, wat geen van beiden lukte.

## Resultaten op Wereldkampioenschappen

### BDO
- 1996: Laatste 32 (verloren van Steve Beaton met 0-3)
- 1998: Laatste 32 (verloren van Roland Scholten met 2-3)
- 1999: Laatste 16 (verloren van Roland Scholten met 2-3)
- 2000: Halve finale (verloren van Ronnie Baxter met 2-5)
- 2001: Laatste 16 (verloren van Wayne Mardle met 0-3)
- 2002: Laatste 16 (verloren van Bob Taylor met 1-3)
- 2003: Laatste 32 (verloren van Martin Adams met 1-3)
- 2004: Laatste 32 (verloren van Robert Wagner met 2-3)
- 2005: Laatste 32 (verloren van André Brantjes met 2-3)
- 2006: Laatste 32 (verloren van Paul Hanvidge met 1-3)
- 2007: Laatste 16 (verloren van Martin Adams met 1-4)
- 2008: Laatste 16 (verloren van Brian Woods met 2-4)

### WDF
- 1993: Laatste 64 (verloren van Kevin Kenny met 0-4)
- 1997: Laatste 32 (verloren van John MaGowan met 2-4)
- 1999: Laatste 32 (verloren van Magnus Caris met 3-4)
- 2001: Laatste 16 (verloren van Martin Adams met 0-4)
- 2003: Laatste 16 (verloren van Marko Kantele met 1-4)
- 2007: Laatste 32 (verloren van Mark Webster met 3-4)

### PDC
- 2009: Kwartfinale (verloren van Phil Taylor met 0-5)
- 2010: Kwartfinale (verloren van Mark Webster met 3-5)
- 2011: Laatste 64 (verloren van Peter Wright met 1-3)
- 2012: Laatste 32 (verloren van Terry Jenkins met 1-4)
- 2013: Laatste 64 (verloren van Paul Nicholson met 0-3)

### WSDT (Senioren)
- 2023: Laatste 32 (verloren van John Part met 2-3)

## Resultaten op de World Matchplay
- 2009: Laatste 32 (verloren van Adrian Lewis met 7-10)
- 2010: Kwartfinale (verloren van Raymond van Barneveld met 12-16)

## Trivia
- Kenmerkend voor Stompé is zijn pose na een gewonnen wedstrijd. Dit betreft de zogenaamde kraanvogelstand, geïnspireerd op de gelijknamige stand die in de film The Karate Kid gebruikt wordt.
- Stompé behoort tot de weinige darters die spelen met lange mouwen.
- Stompé was vaak te zien als gastcommentator en analyticus bij RTL 7 Darts. Tevens vervulde hij regelmatig een bijrol in het voetbalpraatprogramma Voetbal Inside op RTL 7.
- In 2017 werden Stompé en zijn vrouw veroordeeld tot werkstraffen van 150 en 190 uur vanwege belastingfraude.[2]
- Stompé was in 2021 te zien als deelnemer in de vip-editie van het tv-programma De Alleskunner.[3]
- In 2021 speelde Stompé een monnik in de videoclip Una cerveza por favor van René Karst.[4]